# U-Bahn-Museum
L'U-Bahn-Museum (letteralmente: "museo della metropolitana") è un museo di Berlino, che raccoglie reperti relativi alla storia della metropolitana cittadina.
Si trova nei locali adiacenti alla stazione di Olympia-Stadion, nel quartiere del Westend.

## Storia
Il museo venne fondato nel 1997 esponendo al pubblico la collezione di cimeli storici raccolti da Klaus Siepert, già direttore d'esercizio della metropolitana.
Esso è ospitato negli spazi adibiti fino al 1983 a centro di comando degli scambi; gli impianti di comando a leve, di cui era prevista la demolizione, furono salvati per iniziativa di Ernst Neumann, impiegato presso la metropolitana, e sono oggi esposti nel museo.